# 多娜·法喜
多娜·法喜（英語：Donna Farhi，1959年6月5日—）是一位瑜伽教師。現今居住在紐西蘭基督城。《國際瑜伽雜誌》、美國《瑜伽》雜誌專欄作者。

## 生平
法喜居住在新西蘭基督城，她由16歲的时侯就開始練習瑜伽。1982年時開始進行瑜伽教學。她曾在印度向艾揚格學習瑜伽。

## 書籍
- 《教瑜伽‧學瑜伽－我們在這裡相遇》，2009年，繁體中文版由心靈工坊出版，ISBN 978-986-678-265-7
- 《瑜伽：身心靈合一之旅》，2011年，繁體中文版由心靈工坊出版，ISBN 978-986-611-205-8
- 《The Breathing Book: Good Health and Vitality Through Essential Breath Work》，1996，ISBN 978-080-504-297-9
- 《Bringing Yoga to Life: The Everyday Practice of Enlightened Living》，2005，ISBN 978-006-075-046-6
- 《Pathways to a Centered Body: Gentle Yoga Therapy for Core Stability, Healing Back Pain, and Moving with Ease》(with Leila Stuart)，2017，ISBN 978-047-338-558-3

## 外部連結
- 官方网站